# Bronx County Courthouse
Le palais de justice du Comté de Bronx, également connu sous le nom de Mario Merola Building, est un palais de justice historique situé dans les quartiers Concourse et Melrose du Bronx à New York. Il a été conçu en 1931 et construit entre 1931 et 1934. Il s'agit d'un bâtiment en pierre calcaire de neuf étages sur une base en granit rustique dans le style Art déco. Il a quatre côtés identiques, une cour intérieure et une frise conçue par le célèbre sculpteur Charles Keck. Les sculptures du côté de la 161e rue ont été réalisées par le sculpteur George Holburn Snowden. Deux groupes sculpturaux du côté de l'avenue Walton sont l'œuvre du sculpteur réputé Joseph Kiselewski. Le Bronx Museum of the Arts était autrefois situé au rez-de-chaussée . Le bâtiment se trouve à deux pâtés de maisons à l'est-sud-est du Yankee Stadium et en face de la 161e rue de parc Joyce Kilmer. 

## Usages
Bien qu'il n'ait jamais été officiellement intitulé «Borough Hall», le palais de justice du comté de Bronx abrite toutes les fonctions de l'arrondissement municipal et est répertorié comme un hôtel d'arrondissement sur les cartes de la Metropolitan Transportation Authority. Le précédent Borough Hall autonome du Bronx a été endommagé par un incendie et démoli en 1969, mais avait cessé de fonctionner à titre officiel bien avant. 
Il a été inscrit au registre national des lieux historiques en 1983.  

## Renommage
En février 1988, le maire Edward Koch a renommé le palais de justice du comté de Bronx en Mario Merola Building en l'honneur du défunt procureur de district du comté de Bronx, Mario Merola . 

## Voir également
- Bronx Borough Hall
- Bronx Borough Courthouse
- Liste des mairies d'arrondissement de New York et des bâtiments municipaux
- Liste du Registre national des lieux historiques dans le comté de Bronx, New York
- Liste des monuments désignés de New York dans le Bronx